# 浅色茜草
浅色茜草（学名：Rubia pallida）为茜草科茜草属下的一个种。其种加词“pallida ”意为“淡色的”。